# Óscar Alberto Pérez
Óscar Alberto Pérez (Caracas, 7 de abril de 1981-Caracas, 15 de enero de 2018) fue un policía y actor venezolano que se desempeñó como inspector del Cuerpo de Investigaciones Científicas Penales y Criminalísticas de Venezuela (CICPC). Es reconocido por haber sido líder de la disidencia policial en contra del régimen de Nicolás Maduro, que participó en el ataque al Tribunal Supremo de Justicia de 2017. Tras su muerte por asesinato, fue considerado por muchos como un héroe en la lucha por la libertad de Venezuela.
La madrugada del 15 de enero de 2018, efectivos de seguridad realizaron un operativo llamado Operación Gedeón, en el que se desmanteló su equipo, abatiendo y arrestando a varios de sus miembros. Pérez murió en el operativo llevado a cabo por las fuerzas de seguridad. La oposición venezolana denuncia que Óscar fue ejecutado extrajudicialmente haciendo uso de lanzacohetes, mientras que el oficialismo, el cual tildaba a Pérez de «terrorista», felicitó la labor de los encargados de abatir a los miembros del referido grupo.

## Biografía
Nació en Caracas, hijo de Aminta Rosa Pérez Carrero y sin reconocimiento legal de padre alguno. Vivió su infancia y adolescencia en la capital venezolana, donde se graduó de bachiller y meses más tarde culminó el curso para ser funcionario policial del CICPC. Fue miembro, piloto, buzo, entrenador canino, paracaidista y operador táctico de la Brigada de Acciones Especiales (BAE) del Cuerpo de Investigaciones Científicas, Penales y Criminalísticas (CICPC), donde por más de 15 años prestó su servicio, sin falta alguna. Aparte, fue jefe de Operaciones en la División Aérea y participó en 2015 en la película venezolana Muerte suspendida. El filme, de género policial, relata el secuestro en 2013 de un comerciante portugués en Caracas, torturado durante 11 meses, y que logra ser rescatado por integrantes de la División Nacional Antiextorsión y Secuestro del CICPC.
Pérez creó su propia fundación llamada GV33 Moral y Luces para realizar donaciones de medicamentos a niños con enfermedades oncológicas, alimentos y material educativo para escuelas, o asistir personas de la tercera edad en situación de calle. Además fundó la Brigada Canina del CICPC. Se formó en Europa como entrenador K9. Crio y entrenó a un pastor alemán llamado Bolkow (DEP), quien fue el primer perro paracaidista en la historia de Venezuela y el primer venezolano en saltar en paracaídas con un perro.
Fue esposo de Danahis Vivas, de la cual tuvo tres hijos (Sebastián, Santiago y Dereck), quienes residen con la madre de Óscar desde 2017, en Hermosillo, estado de Sonora, México. Uno de sus hermanos, Edgar Alexander Velásquez Pérez, fue asesinado en un asalto en Venezuela en junio de 2017. y en 2015 uno de los hijos de Oscar sufrió un intento de secuestro.     

### Ataque al Tribunal Supremo de Justicia (TSJ) de Venezuela

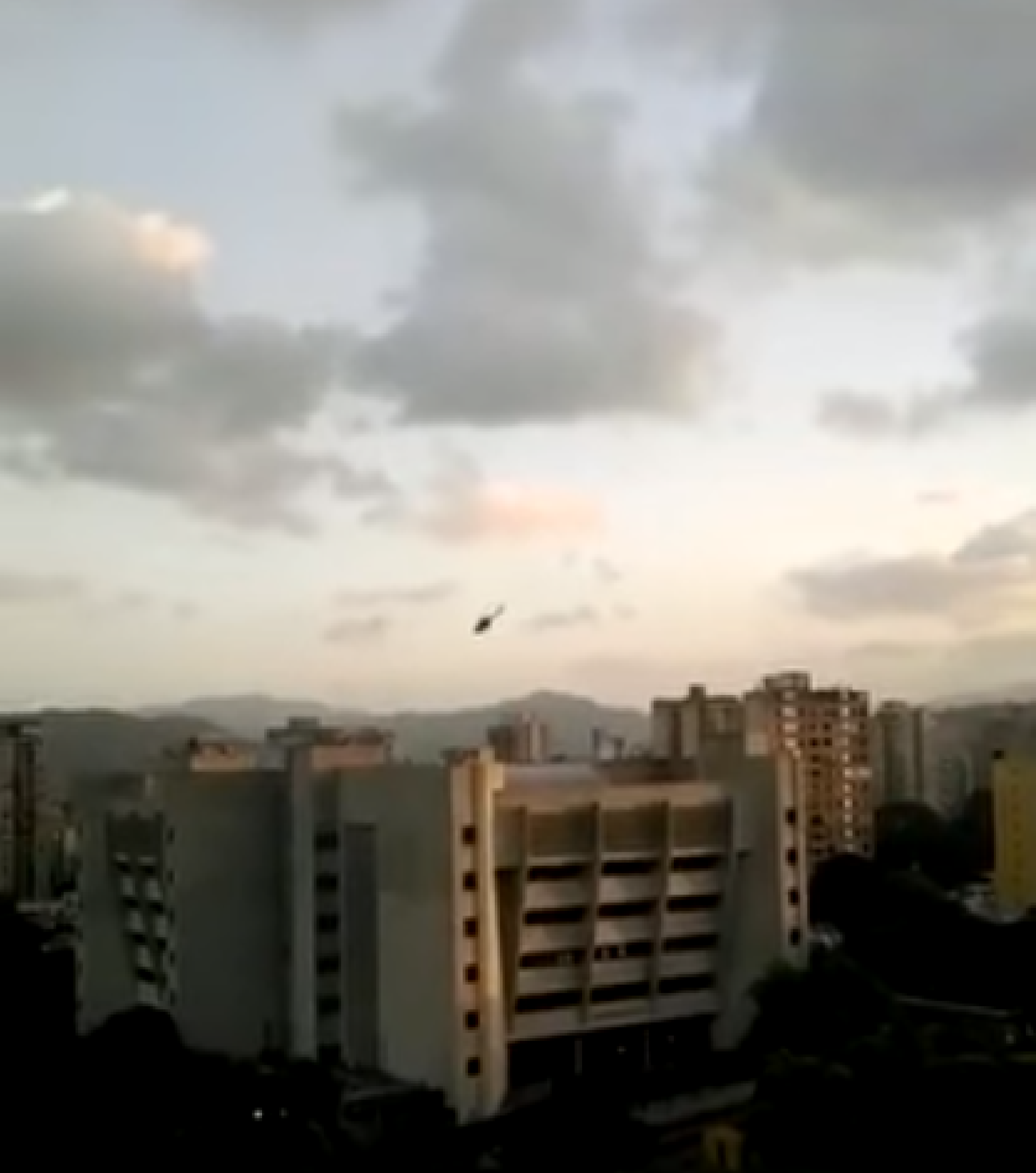
Ataque al Tribunal Supremo de Justicia de Venezuela.

El 27 de junio de 2017, luego de tres meses de protestas antigubernamentales en las que habían fallecido 93 personas para la fecha, Maduro declaró que si su gobierno caía, él y sus seguidores utilizarían la fuerza para restablecer el gobierno bolivariano. Aquella tarde, se mostró un vídeo mostrando a hombres con rifles de asalto flanqueando a Oscar Pérez, un inspector policial del CICPC, la agencia de investigación criminal de Venezuela, declarando que «somos nacionalistas, patriotas, e institucionalistas. Esta lucha no es con el resto de las fuerzas estatales, es contra la tiranía de este gobierno».
Horas después de la liberación del vídeo, Pérez fue avistado pilotando un helicóptero de la CICPC sobre el Tribunal Supremo con una pancarta «350 Libertad», en referencia al artículo 350 de la Constitución Bolivariana que estipula: «El pueblo de Venezuela [...], desconocerá cualquier régimen, legislación o autoridad que contraríe los valores, principios y garantías democráticos o menoscabe los derechos humanos». Mientras el helicóptero se acercaba al Tribunal Supremo, fueron oídos tiroteos en el área.

En cadena nacional de radio y televisión, el ministro de Comunicación Ernesto Villegas, señaló que la aeronave voló hasta el Ministerio de Interior en el centro de Caracas y «efectuó alrededor de 15 disparos contra la edificación», mientras en la terraza de ese organismo se realizaba un «agasajo» con unas 80 personas. Luego, se dirigió a la sede del Poder Judicial donde «fueron efectuados disparos y lanzadas al menos cuatro granadas de origen colombiano y fabricación israelí, de las cuales una no estalló y fue colectada». Poco después, se denunció que la Guardia Nacional Bolivariana ''asaltó'' la Asamblea Nacional, cuerpo legislativo de mayoría opositora.
Maduro, quien se encontraba en una actividad por la conmemoración del Día del Periodista, ordenó el cierre del Palacio de Miraflores, ubicado en Caracas, Venezuela. A las 19:10, hora local, efectivos de la Brigada de Acciones Especiales del CICPC se dirigieron al Aeropuerto La Carlota, donde habría aterrizado el helicóptero tras el ataque, para intentar detener a los perpetradores del ataque, sin conseguirlo. Más tarde, el Instituto Nacional de Aeronáutica Civil suspendió todos los vuelos a nivel nacional. El helicóptero utilizado en el ataque fue encontrado en la zona norte costera del Estado Vargas, en la localidad de Osma, según informó el vicepresidente Tareck El Aissami.
Semanas más tarde, el exfuncionario apareció repentinamente en una protesta en Altamira y publicó varios videoclips en YouTube, llamando a la disidencia y la protesta nacional, además de dar algunas entrevistas para la cadena CNN en Español. Aparte, el director de la película Muerte suspendida, Óscar Rivas Gamboa, es arrestado por el CICPC, en averiguaciones del paradero de Pérez.

### Otros acontecimientos
El CICPC, empieza a repartir avisos con la foto de Óscar y el mensaje de «Se busca» en todo el país y señala que dará una recompensa a quienes den información de su paradero. Además, el gobierno liga al disidente a otro militar en situación de retiro y exministro Miguel Rodríguez Torres.

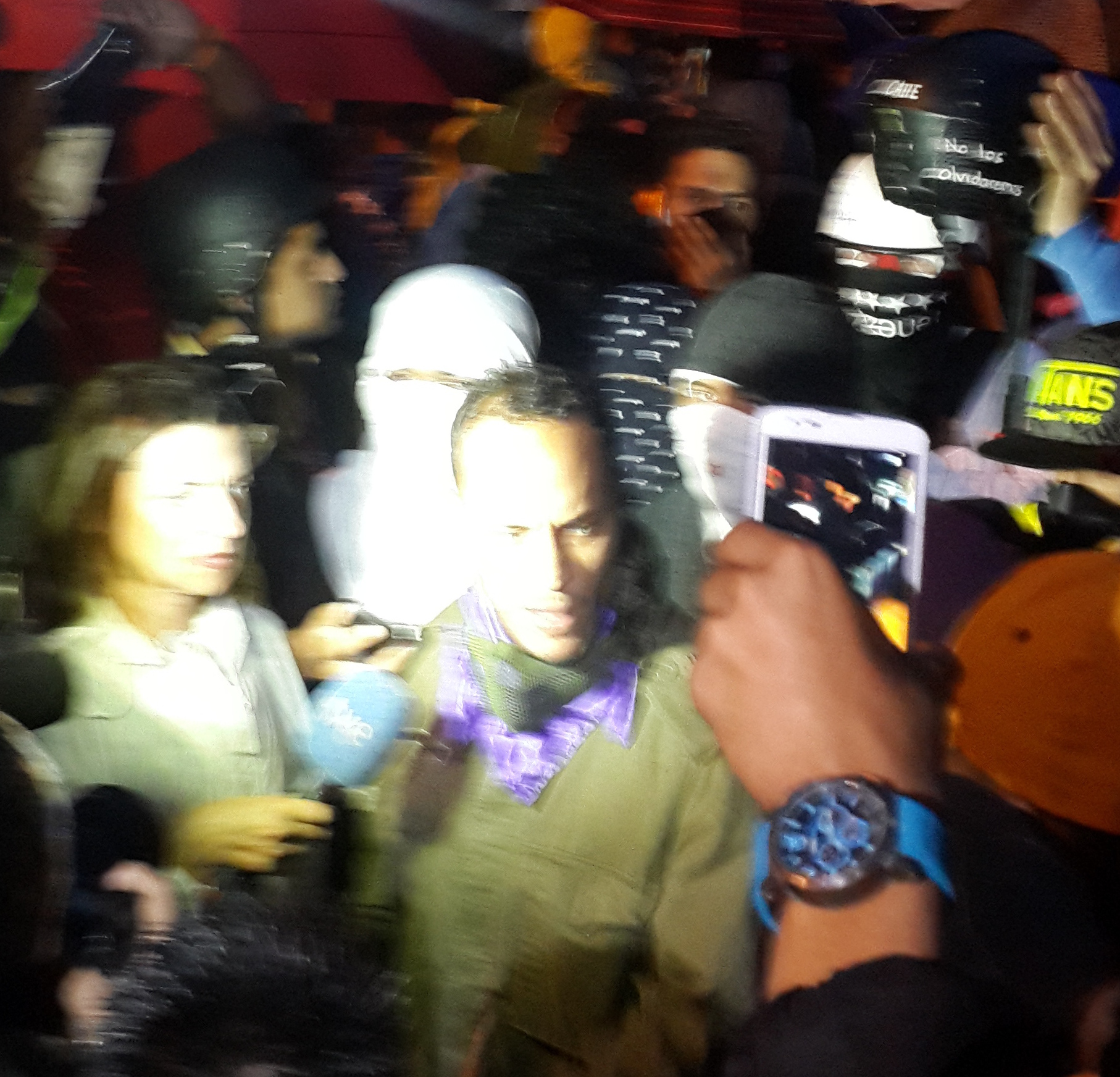
Aparición de Óscar Pérez en marcha nocturna de la oposición en Altamira, Caracas, el 13 de julio.

En diciembre de 2017, Óscar se atribuye el asalto al Comando de la Guardia Nacional Bolivariana, ubicado en Laguneta de la Montaña, estado Miranda, donde los asaltantes se fugaron en dos camionetas con 26 fusiles marca Kalashnikov, modelo AK-103, tres pistolas 9 mm, modelo PGP, 108 cargadores de AK-103, tres cargadores de pistola, 3240 municiones para fusiles AK-103 y 67 municiones 9mm.

## Enfrentamiento policial y muerte

### Desarrollo

#### Operación Gedeón de 2018

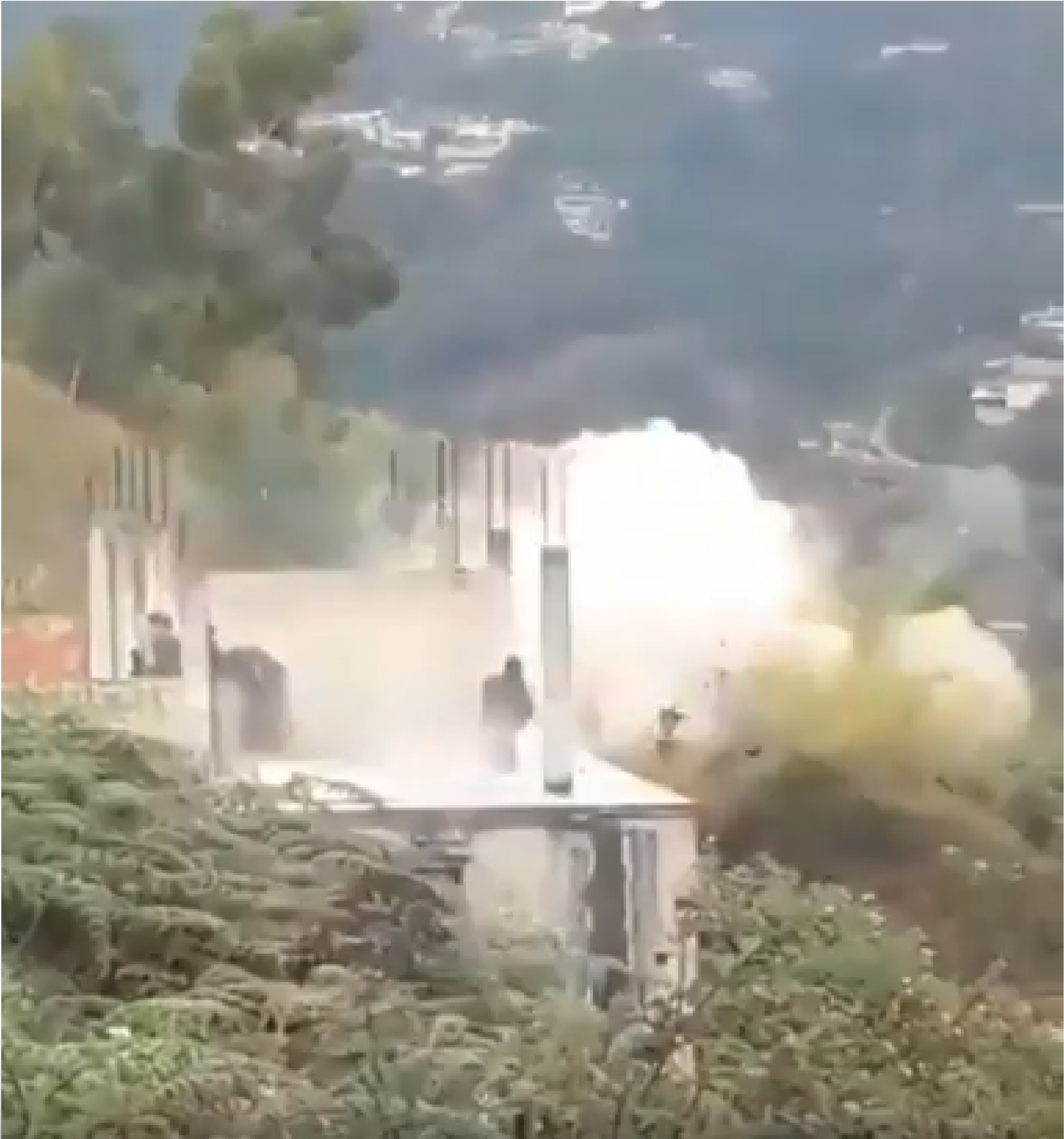
Momento exacto del bombardeo contra el grupo de disidentes durante la Operación Gedeón (enero de 2018).

A través de las redes sociales el 15 de enero de 2018, Pérez informaba que estaba siendo atacado por una brigada liderada por varios funcionarios del CONAS, SEBIN, DGCIM, Fuerzas Especiales de la Guardia Nacional Bolivariana (GAC), Fuerzas de Acciones Especiales (FAES), Policía Nacional Bolivariana y Policaracasen la localidad de El Junquito (Distrito Capital). El operativo llevaba por nombre Operación Gedeón. A pesar de que en varias oportunidades comunicó su rendición y el cese del fuego para proceder a su entrega (junto a su grupo formado por Daniel Enrique Soto Torres, Abraham Lugo Ramos, Jairo Lugo Ramos, José Alejandro Díaz Pimentel, Abraham Israel Agostini y a la tachirense Andreína Ramírez) y así salvaguardar su vida, la de los miembros de su célula y la de la familia presente en la casa, las autoridades continuaron con el ataque, Pérez luego publicó un video en donde señalaba que venían a matarlo. Fuera del lugar donde ocurrieron los hechos actuaron más de 600 funcionarios quienes intentaban controlar los grupos de civiles de la zona, que se encontraban manifestando a favor de Pérez,utilizando 142 unidades terrestres (blindados, patrullas, camionetas y motos, además de una tanqueta y una unidad aérea). Luego de más de una hora disparando un funcionario del CONAS destruyó la casa de Pérez con un misil RPG-7, logrando dar de bajas a varios implicados (siete personas en total). Ocho funcionarios fueron heridos de bala.
En el acto perecieron más de siete personas, entre ellos compañeros de Pérez, dos funcionarios policiales y el líder de un colectivo, Heiker Vázquez, quien se encontraba uniformado, a pesar de no pertenecer a un cuerpo especial o componente de la FANB.
Una fuente de alto rango del gobierno venezolano informó a CNN en Español que Óscar murió en el enfrentamiento, y el periodista Vladimir Villegas publicó tres vídeos en redes sociales en los que daba por sentada la muerte de Pérez, pidiendo que la investigación de su muerte fuese imparcial. Sin embargo, el gobierno no había desmentido ni confirmado la información. La organización no gubernamental PROVEA afirmó que el cuerpo de Óscar Pérez ingresó a la morgue de Bello Monte, en Caracas, a las 6:30 de la tarde, exhortando a las autoridades a esclarecer los hechos del fallecimiento de Pérez y aspirando «que no se repita grave decisión que se tomó en caso José Antonio Tovar Colina "El Picure"», un delincuente cuerpo en cuestión fue cremado por presunta orden presidencial en mayo de 2016. Un informe policial de las Fuerzas de Acciones Especiales confirmó la muerte de Pérez al día siguiente. La información también fue confirmada por el ministro Néstor Reverol, a pesar de que varios periódicos informaron extraoficialmente su deceso desde el momento de su muerte y el mismo comentó que lograron hallar su ubicación por una fuga de información cuando días antes el grupo ofreció una entrevista a Fernando del Rincón en el canal estadounidense CNN en Español. información que fue desmentida horas después por el mismo periodista, en conversación directa con un miembro del grupo de Pérez.

#### Entierro
Días después, el cuerpo de Pérez, siguió en la morgue de Bello Monte bajo custodia militar y se le permitió a Aura Pérez, tía de Óscar, y demás familiares poder reconocerlo, junto al de los demás muertos. En el acta de defunción de Óscar, se especificó que su muerte fue provocada por un arma de fuego, causando un traumatismo craneoencefálico severo. El 21 de enero el cuerpo de Óscar Pérez fue sepultado a las 07:30 a. m. (hora Venezuela) de manera repentina, con la prohibición que se realizara el velorio correspondiente y con la presencia de dos familiares únicamente. El periodista Nelson Bocaranda informó que el coronel de la Guardia Nacional Bladimir Lugo fue el encargado del traslado de Pérez hasta el lugar de entierro y de cerrar los accesos para evitar el ingreso de periodistas, familiares y otras personas al sitio.
Al resto de la familia y amigos de Pérez se les impidió el acceso al cementerio, hasta que el cuerpo fuese enterrado en la parcela más alta del Cementerio del Este en Caracas, un lugar de difícil acceso peatonal y distante al lugar de entierro de sus compañeros Pimentel y Agostini, quienes fueron sepultados el día anterior bajo circunstancias similares. A pesar de dicha situación, horas más tarde se conglomeró un número alto de personas para realizar una misa de despedida.

### Reacciones

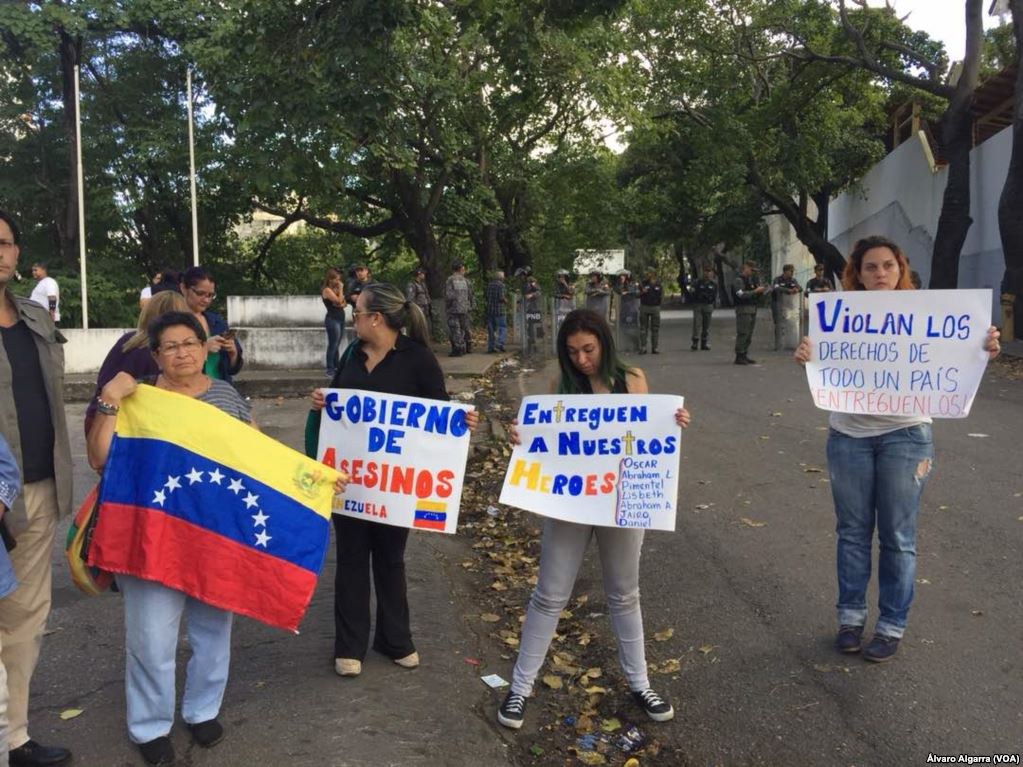
Protestas por la muerte de Pérez y su grupo

Las reacciones a tal suceso se figuraron en los medios nacionales, internacionales y las redes sociales, donde se encontraron desde sentimientos, hasta acusaciones al gobierno de Nicolás Maduro de haberlo asesinado, a pesar de que Óscar ofreció redención. Aparte, dentro de las filas del PSUV, hubo declaraciones; entre ellas, las de la diputada Iris Varela, quien lo tildó de «terrorista» y que afirmó que la oposición iba a empezar con la «llorantina», así como las de Diosdado Cabello, quien, mofándose de las respuestas ante el suceso, acusó a la «derecha» de defenderlo, tildándolo también de «terrorista». La oposición venezolana calificó el hecho como un asesinato de «lesa humanidad». La exfiscal general Luisa Ortega Díaz nombró al hecho como «masacre», y políticos como Antonio Ledezma condenaron la situación y la catalogaron como una «ejecución». Sumado al hecho la dirigente nacional de Vente Venezuela, María Corina Machado, hizo un llamado a la rebelión nacional luego de conocerse el presunto asesinato.
El Dirigente de Primero Justicia Henrique Capriles Radonski, denunció una posible ejecución extrajudicial en el caso de Pérez e instó a los organismos de seguridad a investigar el hecho. Además, la Asamblea Nacional organizó una comisión para investigar y esclarecer los hechos relacionados con la muerte de Pérez, debido a la posible violación de los derechos humanos. La exfiscal general de Venezuela en el exilio, Luisa Ortega Díaz, también manifestó que ya se estaría levantado todo un expediente con pruebas audiovisuales sobre el caso del exfuncionario policial Óscar Pérez, el cual sería presentado como una prueba de violación de los derechos humanos ante la Corte Penal Internacional.
El Tribunal Supremo de Justicia en el exilio rechazó las acciones de funcionarios del gobierno en la que fue muerto el expolicía y distintas ONGs venezolanas como Foro Penal, Veppex y Venezuela Awareness denunciaron violaciones de derechos humanos en el caso de Pérez. Aparte, la coalición de partidos opositores Mesa de la Unidad Democrática (MUD) desmintió que haya proporcionado información para su captura y condenó este hecho, calificándolo como una ejecución extrajudicial.
Miguel Rodríguez Torres, ex ministro de Interior y Justicia y Paz, consideró que el país tiene "muchas interrogantes" tras el operativo policial. Y el presidente editor del diario El Nacional, Miguel Henrique Otero, denunció "que la muerte de Óscar Pérez fue asesinato de un opositor", tildando al mandatario venezolano Nicolás Maduro de «asesino».
Celebridades del medio artístico se expresaron sobre el caso. Uno de ellos fue el cantante venezolano Ricardo Montaner, que calificó a Óscar Pérez como un «símbolo heroico» desde su deceso y no una persona común. La periodista de Globovisión, Alba Cecilia Mujica, criticó el operativo al inicio de su programa Mujeres en todo provocando su despido tras 18 años en la planta televisiva por parte de la directiva del canal. El 19 de enero Rafael Araujo, también conocido como el Señor Papagayo, se presentó a las afueras de la morgue de Bello Monte junto a un grupo de personas para solidarizarse con los familiares, expresando en su papagayo «El derecho a la vida es inviolable» e ilustrando los ojos de Óscar Pérez.
El hecho trajo también como consecuencia que las negociaciones y diálogo entre la MUD y el gobierno, desarrolladas en Santo Domingo, República Dominicana, se enfriaran. El partido opositor emitió un comunicado al presidente Danilo Medina, donde exigieron al gobierno venezolano que aclare las declaraciones ofrecidas por el ministro Reverol sobre el caso de Pérez, además de también informar que el debate no debe proseguir con el clima de tensión existente. Por último, la comisión opositora no asistió a la última reunión pautada para el 18 de enero de 2018.

### Internacionales

#### América
- Bolivia: Jorge Quiroga, expresidente boliviano y líder de la oposición, en una entrevista en la televisión de aquel país, criticó fuertemente a Nicolás Maduro sobre la operación policial y militar que mató a Óscar Pérez, además de criticar al gobierno debido a la crisis económica y humanitaria por la que pasa el país. También calificó al gobierno de Maduro de una «narcotiranía» y dijo que «Maduro y su pandilla de ladrones que han destrozado Venezuela les espera un hamaca caliente en Cuba, o en una celda fría en La Haya en la CPI».[69]

- Brasil: En Brasil, hubo protestas en las redes sociales contra la muerte de Óscar Pérez, a través de Facebook y Twitter, en la que el hashtag "#ÓscarPérezHéroeDelPueblo" estuvo posicionada entre los primeros lugares del trending topic mundial. Políticos brasileños, como el diputado federal y aspirante de la presidencia del Brasil Jair Bolsonaro y también los diputados federales Eduardo Bolsonaro (hijo de Jair Bolsonaro) y Fernando Francischini, también protestaron en sus redes sociales contra la acción de las fuerzas venezolanas que resultaron en la muerte de Pérez. El "Partido Nuevo" también protestó contra la operación de las fuerzas venezolanas.[70][71][72]

- Colombia: Algunos políticos y activistas protestaron contra la operación de las fuerzas venezolanas, entre los cuales, el expresidente de Colombia, Andrés Pastrana. El expresidente y el actual senador colombiano, Álvaro Uribe, también protestó en una entrevista contra la operación de las fuerzas venezolanas y contra el gobierno venezolano, que consideró «una dictadura socialista», y propuso medidas para solucionar la crisis humanitaria y económica en la frontera entre los dos países.[73][74]

- Ecuador: Representantes de la masonería en Ecuador, de la Gran Logia de Ecuador, emitió un comunicado repudiando la muerte de Pérez, «uno de sus hermanos». En un trecho del pronunciamiento oficial, se destaca que Pérez fue ajusticiado extrajudicialmente una vez que había rendido armas como quedó dramáticamente documentado.[75]

- Estados Unidos: El senador estadounidense del partido republicano Marco Rubio, condenó el operativo realizado contra el expolicía Óscar Pérez y su equipo de rebeldes. Según Rubio: «Venezuela tiene una Constitución con la cual se debe cumplir, obviamente encubren estos sucesos. Parece que estos individuos se iban a rendir (…) Han matado a alguien que estaba dispuesto a entregarse pacíficamente después de un enfrentamiento». El exembajador de Estados Unidos en Venezuela Otto Reich, también lamentó el hecho e indicó que la actual situación de Venezuela es muy similar a la de Cuba. Para él, «El gobierno de Cuba manejó la represión en Venezuela, trató de manejar también la economía, pero eso es como un ciego tratando de guiar a otro ciego. (…) Y ahora lo que están haciendo es ayudando al gobierno de Maduro a matar a los venezolanos».[76]

- Guatemala: La politóloga, presentadora de televisión y locutora de radio guatemalteca, Gloria Álvarez, también protestó en las redes sociales y en sus programas contra la acción de las fuerzas venezolanas.[77]

- Paraguay: Representantes de la masonería en Paraguay, a Gran Logia Simbólica del Paraguay (GLSP), también emitieron un comunicado condenando la muerte del también masón venezolano Óscar Pérez y José Alejandro Díaz, que clasificaron de un «asesinato» y afirmaron que «(...)fueron abatidos cobardemente durante el operativo policial venezolano a pesar de haber expresado la rendición previa a sus muertes según se observan en videos que fueron viralizados en las redes sociales.»[78]

- Uruguay: El Partido Colorado se pronunció sobre un lamentable hecho de las últimas horas en el ámbito internacional, repudiando el asesinato de Oscar Pérez en Venezuela. Según el pasaje del pronunciamiento oficial: «El Comité Ejecutivo Nacional (CEN) del Partido Colorado desea expresar su indignación y repudio ante el asesinato del Sr. Oscar Pérez y otras seis personas, por parte de las fuerzas de seguridad del estado venezolano. (...) No dudamos en calificar estos asesinatos como crímenes de lesa humanidad, de los cuales el dictador Nicolás Maduro y sus secuaces deberán hacerse cargo. Compartiendo la opinión de la organización internacional de DD.HH. Human Rights Watch, estos ajusticiamientos nos recuerda a las peores épocas de crueldad de las dictaduras latinoamericanas de los años 70 y 80. Finalmente, exhortamos al gobierno nacional, a través de la Cancillería, a repudiar estos hechos con vehemencia, y así honrar la rica tradición del Uruguay de defensa de la libertad y los derechos humanos».[79]

#### Europa
- Alemania: La revista alemana Der Spiegel a través de su diario Spiegel Daily calificó al presidente venezolano Nicolás Maduro como El Carnicero (en alemán: Der Schlächter) y como El Dictador de Venezuela, Maduro (en alemán: Venezuelas Machthaber Maduro) criticando su accionar en dichos acontecimientos y de cómo, de forma despiadada, el gobierno venezolano habría asesinado al grupo de personas en dicha operación; además de reseñar el historial de violaciones de derechos humanos cometidos en el país y a la crítica situación económica y alimentaria presente en Venezuela.[7]

- España: En Madrid, un grupo de venezolanos se conglomeraron en la noche de ese día (hora local) en la Puerta del Sol, para condenar el operativo efectuado por Maduro. Algunos con panfletos de «No más muertos» y otros opinando a los medios que el suceso fue un «ajusticiamiento».[80][81]

- Italia: En Roma y Milán, grupos de venezolanos se congregaron para condenar la llamada "Masacre del Junquito" donde fueron muertos Oscar Pérez y seis de su grupo, incluyendo una muchacha que estaba embarazada.[82] La prensa italiana principal (Corriere della Sera, La Stampa, Repubblica, Il Giornale, entre otros) destacó en primera plana lo acaecido durante varios días.[83]

- Francia: En París hubo una manifestación de estudiantes liceales y universitarios criticando el operativo represivo en el que fue asesinado Óscar Pérez, junto a su grupo. La prensa francesa, incluyendo a Le Monde, Paris Match y otros, fue muy crítica en contra de Maduro.[84]

#### Organizaciones internacionales
- Amnistía Internacional: Denunció el 18 de enero de 2018, lo que consideró una ejecución ilegal del piloto rebelde Óscar Pérez en Venezuela por fuerzas de seguridad del gobierno. Según la organización, el episodio levanta múltiples alarmas sobre violaciones graves de derechos humanos en el país del presidente Nicolás Maduro, incluyendo crímenes prohibidos por la legislación internacional. Según la nota de AI: «En la operación, los funcionarios utilizaron un arma militar que no sólo está diseñada para matar, sin que también deja poco probabilidades de supervivencia, y el uso de esta arma puso en peligro la vida de las personas alrededor». La ONG también pidió una investigación urgente sobre la muerte de Pérez. Según Erika Guevara Rosas, Directora para las Américas de AI: «Es inaplazable que el gobierno venezolano garantice que las autoridades civiles realicen una investigación inmediata, imparcial, independiente y exhaustiva sobre el uso intencionalmente letal de la fuerza en esta operación, y demuestre que éste no fue un caso de ejecución extrajudicial. Trágicamente, esta no es la primera vez que las autoridades venezolanas justifican el uso letal de la fuerza, basándose en alegaciones de 'actividades criminales', dejando de lado el estado de derecho».[85]

- Human Rights Watch: Comparó el caso Óscar Pérez en Venezuela con las masacres de otras dictaduras latinoamericanas. El director de la organización para la región, José Miguel Vivanco, dijo que lo ocurrido en El Junquito le recuerda que «durante las dictaduras en Argentina y Chile, aparecían frecuentemente noticias sobre terroristas muertos en enfrentamientos y muchas veces se trataba de ajusticiamientos». Según la nota oficial, la organización «(...) condena el operativo destinado a ejecutar extrajudicialmente a Oscar Pérez, (...) el operativo habría ocasionado la muerte de unas nueve personas, al menos cinco de las cuales serían miembros del grupo de Pérez, y dos serían una mujer embarazada y un niño de 10 años que acompañaban al grupo de rebeldes.»[86][87]

## Filmografía

### Cine
- Muerte suspendida (2015).[88]